# Ada Gomperz
Ada (Adele) Gomperz, geb. Stepnitz (* 11. Dezember 1884 in Wien; † zwischen 12. und 14. Juni 1954 in Los Angeles), war eine US-amerikanisch-österreichische Innenarchitektin.

## Leben
Ada Stepnitz war eine Tochter des Fabriksdisponenten Hanns Stepnitz und der Paula Schauerle. 1917 heiratete sie den Philosophen Heinrich Gomperz.
Ada Gomperz arbeitete zunächst 15 Jahre lang in einem gewerblichen Betrieb im Bereich Planung logistischer Prozesse im Restaurant- und Hotelarchitekturgewerbe. Von 1928 bis 1932 studierte sie an der Kunstgewerbeschule Wien, wo sie eine Schülerin von Oskar Strnad, Carl Witzmann und Oswald Haerdtl war und 1931 mit einem Preis ausgezeichnet wurde. Danach begann sie zusammen mit ihrer ehemaligen Kommilitonin Margarete Zak im Büro des Architekten Erich Boltenstern, damals Assistent von Strnad, zu arbeiten. Mit ihm nahm sie 1932 an dem Wettbewerb „Das wachsende Haus“ teil und war an der Gestaltung der Werkbundsiedlung Wien beteiligt. Als anerkannte Küchenarchitektin war sie Mitglied des Wiener Soroptimistenclubs.
Nachdem Heinrich Gomperz 1934 zwangsweise pensioniert worden war, emigrierte das Ehepaar im Folgejahr in die USA. In den 1940er Jahren war Ada Gomperz im Atelier der Architektin Liane Zimbler in Los Angeles tätig, die auf ihre Vermittlung ebenfalls aus Österreich dorthin ausgewandert war.
Nach dem Tod ihres Ehemanns 1942 stellte Ada Gomperz 1947 einen Antrag auf Auszahlung seiner seit 1938 ausstehenden Pensionsbezüge und ihrer Witwenpension. Dieser wurde jedoch abgelehnt, da sie mittlerweile die US-amerikanische Staatsbürgerschaft hatte und ihr Mann nicht, wie von Gomperz’ Anwalt vorgebracht, aus politischen Gründen (offene Ablehnung des Schuschnigg-Regimes) entlassen worden sei, was Voraussetzung für eine Entschädigung war.
Hatte sie mit ihrem Mann noch in der Dalton Avenue nahe dem Natural History Museum gewohnt, zog sie Anfang der 1950er Jahre weiter nördlich nach West Hollywood nahe dem Sunset Boulevard. Zu dieser Zeit versuchte sie, die Autographen ihres Mannes zu verkaufen und einem Verlag eine Biografie über die letzten Lebensjahre Heinrich Gomperz’ anzubieten.
Im Alter von 69 Jahren beging Ada Gomperz Suizid. Sie wurde seit dem 12. Juni 1954 vermisst und in der Nacht des 14. Juni 1954 wurde ihr Leichnam an den Strand von Santa Monica gespült.

## Werk
Ada Gomperz spezialisierte sich zu Beginn ihrer Karriere als Innenarchitektin auf neuartige Kücheneinrichtungen. Sie entwickelte eine Idealküche, die Ähnlichkeiten mit der Frankfurter Küche aufweist, wie die Ermöglichung des Blickkontakts zwischen Küche und übriger Wohnung durch breite Wanddurchbrüche, Vorhänge und Schiebetüren. Der Erhalt der Familiengemeinschaft war Gomperz ein Anliegen, so sollte beispielsweise die Mutter auch beim Kochen ihre Kinder im Auge behalten können. Andererseits arbeitete Gomperz für eine bürgerliche Kundschaft, die sich oft Hausangestellte leisten konnte (was größere Küchen nötig machte) und die an individualisierten Einrichtungen interessiert war, im Gegensatz zu den im Kommunalwohnbau üblichen, kostengünstigeren standardisierten Küchen. Zudem waren Gomperz' Küchen weniger radikal durchorganisiert als das Frankfurter Modell von Margarete Schütte-Lihotzky.
In der Werkbundsiedlung Wien gestaltete Gomperz zusammen mit Erich Boltenstern die Inneneinrichtung des Hauses Nr. 5 von Hugo Häring. Für Haus Nr. 33 von Julius Jirasek entwarf sie das Küchendesign. Auch für Boltensterns Beitrag zu dem Wettbewerb „Das wachsende Haus“ trug sie den Entwurf eine Küche bei. Diese war so optimiert, dass nur ein Minimum an Handgriffen und Gehbewegungen notwendig war, um Speisen zuzubereiten. Dafür setzte Gomperz Elemente wie einen flexiblen Drehstuhl und einen fahrbaren Küchentisch ein. Moderne elektrische Geräte wie Kühlschrank, Geschirrwaschmaschine und Küchenmotor kamen zum Einsatz.
Nach ihrer Emigration in die USA entwarf Gomperz vorwiegend Inneneinrichtungen für große Wirtschaftsbetriebe, Hotels, Restaurants und Altenheime.